# Gamers’ Choice Awards
Gamers’ Choice Awards — церемония награждения, отмечающая достижения в индустрии компьютерных игр и киберспорта. Gamers’ Choice Awards отличается определением победителей в десятках категорий при помощи 100% фан-голосования, а также в отличие от других шоу, уделяет большее внимание сообществу игроков и различным деятелям киберспорта. Впервые шоу состоялось 9 декабря 2018 года через американскую сеть вещания CBS, где фанаты проголосовали за свои любимые игры и знаменитостей в самых разных категориях. По официальным данным сайта Gamers' Choice Awards, в церемонии 2018 года было подано в общей сложности 2 184 197 голосов, в различных категориях. Помимо вручения наград, церемония также включает в себя исполнение музыки и выступления различных деятелей игровой индустрии.

## Gamers’ Choice Awards 2018
Первая по счёту церемония Gamers’ Choice Awards 2018 прошла 9 декабря 2018 года в Лос-Анджелесе на телеканале CBS. Церемония была организована ведущей ток-шоу Кэрри Киган и директором студии Twitch Маркусом Грэмом. В шоу, также приняли участие известные деятели кинематографа, знаменитости, музыкальные исполнители и спортсмены. Голосование проходило на официальном сайте до 27 ноября 2018 года. Победители в различных категориях определились 9 декабря 2018 года при помощи фан-голосования.

### Игры
| Любимая игра | Самая ожидаемая игра |
| --- | --- |
| Победитель: - Fortnite Номинанты: - Assassin's Creed Odyssey - Call of Duty: Black Ops 4 - Celeste - Dragon Ball FighterZ - God of War - League of Legends - Monster Hunter: World - Overwatch - Spider-Man | Победитель: - The Last of Us Part II Номинанты: - Anthem - Cyberpunk 2077 - Days Gone - Death Stranding - Kingdom Hearts 3 - Rage 2 - Sekiro: Shadows Die Twice - The Elder Scrolls VI - Tom Clancy’s The Division 2 |
| Любимая экшен игра | Любимая одиночная игра |
| Победитель: - Spider-Man Номинанты: - Assassin's Creed Odyssey - Far Cry 5 - God of War - Shadow of the Tomb Raider | Победитель: - Spider-Man Номинанты: - Assassin's Creed Odyssey - Celeste - Detroit: Become Human - God of War |
| Любимая мультиплеерная игра | Любимый шутер |
| Победитель: - Fortnite Номинанты: - A Way Out - Call of Duty: Black Ops 4 - Destiny 2: Forsaken - Monster Hunter: World - Overwatch - PlayerUnknown’s Battlegrounds - World of Warcraft: Battle for Azeroth | Победитель: - Call of Duty: Black Ops 4 Номинанты: - Destiny 2: Forsaken - Far Cry 5 - Overwatch - Quake Champions - Tom Clancy’s Rainbow Six Siege - Warframe |
| Любимая киберспортивная игра | Любимая «королевская битва» |
| Победитель: - Fortnite Номинанты: - Counter-Strike: Global Offensive - Dota 2 - Dragon Ball FighterZ - League of Legends - Overwatch - PlayerUnknown’s Battlegrounds - Rocket League - Super Smash Bros. Melee | Победитель: - Fortnite Номинанты: - Call of Duty: Black Ops 4 (Blackout) - Darwin Project - H1Z1 - PlayerUnknown’s Battlegrounds - Realm Royale - Ring of Elysium |
| Любимый файтинг | Любимая спортивная/гоночная игра |
| Победитель: - Dragon Ball FighterZ Номинанты: - BlazBlue: Cross Tag Battle - Soulcalibur VI - Street Fighter 30th Anniversary Collection - Street Fighter V: Arcade Edition | Победитель: - Rocket League Номинанты: - FIFA 19 - Forza Horizon 4 - NBA 2K19 - NHL 19 - Madden NFL 19 - WWE 2K19 |
| Любимая семейная мультиплеерная игра | Любимая ролевая игра |
| Победитель: - Super Mario Party Номинанты: - Just Dance 2018 - Lego The Incredibles - Mario Tennis Aces - Overcooked 2 - Scribblenauts: Showdown - Starlink: Battle for Atlas | Победитель: - Monster Hunter: World Номинанты: - Diablo III: Eternal Collection - Dragon Quest XI - Kingdom Come: Deliverance - Moonlighter - Ni no Kuni II: Revenant Kingdom - Octopath Traveler - Path of Exile - Pillars of Eternity II: Deadfire |
| Любимая мультиплеерная ролевая игра | Любимая VR-игра |
| Победитель: - World of Warcraft: Battle for Azeroth Номинанты: - Black Desert - EVE Online - Final Fantasy XIV - Lineage II: Revolution - Maple Story 2 - The Elder Scrolls Online | Победитель: - Beat Saber Номинанты: - Brass Tactics - Moss - Pixel Ripped 1989 - Sprint Vector |
| Любимая мобильная игра | Самое ожидаемое возрождение франшизы |
| Победитель: - Pokémon Go Номинанты: - Alto's Odyssey - Arena of Valor - Florence - PUBG Mobile | Победитель: - Star Wars: Knights of the Old Republic Номинанты: - Banjo-Kazooie - Chrono Trigger - EarthBound - F-Zero - Half-Life - Jet Set Radio |
| Любимая инди-игра | Любимый игровой момент |
| Победитель: - Subnautica Номинанты: - Celeste - Dead Cells - Donut County - Iconoclasts - Into the Breach - Moonlighter | Победитель: - Drake играет с Ninja Номинанты: - 16-летний Джозеф Сэли становится чемпионом мира по тетрису - Dr. DisRespect выигрывает $100 за «headshot» - Red Dead Redemption 2 имеет самые большие кассовые сборы в первый уик-энд (725 миллионов долларов) - Soviet Womble пробует тактическую стратегию - The_Happy_Hob выигрывает трилогию Dark Souls без единого нанесения урона - Tyler1 возвращается к игре League of Legends |
| Любимая актриса озвучивания | Любимый актёр озвучивания |
| Победитель: - Камилла Ладдингтон в роли Лары Крофт (Shadow of the Tomb Raider) Номинанты: - Вэлори Керри в роли Кары (Detroit: Become Human) - Далиэль Бусутти в роли Фрейи (God of War) - Лора Бэйли в роли Мэри-Джейн Уотсон (Spider-Man) - Мелиссанти Махут в роли Кассандры (Assassin’s Creed Odyssey) - Тара Платт в роли Юри Ватанабэ (Spider-Man) | Победитель: - Кристофер Джадж в роли Кратоса (God of War) Номинанты: - Брайан Декарт в роли Коннора (Detroit: Become Human) - Грег Брик в роли Отца (Far Cry 5) - Джереми Дэвис в роли Бальдра (God of War) - Джесси Уильямс в роли Маркуса (Detroit: Become Human) - Майк Антонакос в роли Алексионса (Assassin's Creed Odyssey) - Юрий Ловенталь в роли Питера Паркера (Spider-Man)                                                  |
| Любимая ретро-игра | Любимый ретро-персонаж |
| Победитель: - Super Mario Bros. Номинанты: - Pong - Space Invaders - Tetris - The Legend of Zelda | Победитель: - Марио (Super Mario Bros.) Номинанты: - Донки Конг (Donkey Kong) - Ёж Соник (Sonic the Hedgehog) - Линк (The Legend of Zelda) - Мегамен (Mega Man) - Bomberman (Bomberman) - Bonk (Bonk’s Adventure) - Pac-Man (Pac-Man) - Samus Aran (Metroid) |
| Любимый персонаж | Любимая игра осени 2018 года |
| Победитель: - Питер Паркер (Spider-Man) Номинанты: - Алексиос и Кассандра (Assassin’s Creed Odyssey) - Кратос (God of War) - Коннор (Detroit: Become Human) - Лара Крофт (Shadow of the Tomb Raider) - Лео Карузо (A Way Out) | Победитель: - Red Dead Redemption 2 Номинанты: - Battlefield V - Fallout 76 - Warframe: Fortuna |

### Киберспорт и знаменитости
| Любимый стример | Любимая стримерша | Любимый киберспортивный игрок |
| --- | --- | --- |
| Победитель: - TimTheTatman Номинанты: - Dr DisRespect - Dr. Lupo - Lirik - Ninja - Shroud - Summit1g - Tfue - Tyler1                                                                     | Победитель: - Pokimane Номинанты: - AnneMunition - Geguri - Hafu - Juliano - KittyPlays - Mystik - Xmiramira - zAAz                                                                                   | Победитель: - Ninja |
| Любимый геймер-актёр | Любимый геймер-смортсмен | Любимый геймер-музыкант |
| Победитель: - Терри Крюс Номинанты: - Вин Дизель - Генри Кавилл - Зак Эфрон - Мила Кунис - Оливия Манн                                                                                   | Победитель: - JuJu Smith-Schuster Номинанты: - Гордон Хэйуорд - Девид Прайс - Деметриус Джонсон - Джереми Лин - Ксавье Вудс - Кенни Омега - Неймар - Ронда Джин Раузи                                 | Победитель: - Snoop Dogg Номинанты: - Джастин Бибер - Дрейк - Лупе Фиаско - Marshmello - Post Malone |
| Любимая киберспортивная команда | Любимое киберпортивное событие года | Любимый киберспортивный момент |
| Победитель: - FaZe Clan Номинанты: - 100 Thieves - Cloud9 - Fnatic - G2 - Team Liquid - Team Solo Mid                                                                                    | Победитель: - Call of Duty: World League Grand Finals Номинанты: - ELEAGUE Boston Major - Evolution 2018 - The International - League of Legends World Championship - Overwatch League Grand Finals   | Победитель: - Cloud 9 выиграла Boston Major Номинанты: - Cloud 9’s League of Legends Worlds Run - Evil Geniuses выиграла Call of Duty: World League Grand Finals - Mew2King выиграл Smash Summit 6 - NRG’s 0 второй гол в Grand Finals of RLCS - OG выиграла The International 8 |
| Любимый киберспортивный формат лиги | Любимый киберспортивный ведущий | Любимая киберспортивная университетская команда |
| Победитель: - Fortnite – Community Skirmishe Номинанты: - CS:GO – Majors - Dota 2 – DPC - League of Legends – Championship Series - Overwatch – OWL - Street Fighter V – Capcom Pro Tour | Победитель: - Goldenboy Номинанты: - Chris Puckett - Machine - RedEye - Seltzer - Sheever - Sjokz - Smix                                                                                              | Победитель: - Университет штата Огайо Номинанты: - Вашингтонский университет - Калифорнийский университет в Беркли - Калифорнийский университет в Ирвайне - Университет Белвью - Университет Белле Мэривилль - Университет Роберта Морриса - Университет Юты                     |
| Любимый киберспортивный игрок (Dota 2) | Любимый киберспортивный игрок (Super Smash Bros Melee) | Любимый киберспортивный игрок (Dragon Ball FighterZ) |
| Победитель: - Miracle- Номинанты: - 7ckngMad - ana - No[o]ne - RAMZES666 - Somnus - Topson                                                                                               | Победитель: - Mang0 Номинанты: - aMSa - Armada - Hungrybox - Leffen - Mew2King - Plup | Победитель: - SonicFox Номинанты: - Dogura - Go1 - HookGangGod - Kazunoko - Moke - NYChrisG |
| Любимый киберспортивный игрок (CS:GO) | Любимый киберспортивный игрок (Overwatch) | Любимый киберспортивный игрок (Rocket League) |
| Победитель: - s1mple Номинанты: - coldzera - dev1ce - FalleN - KRIMZ - NiKo | Победитель: - Profit Номинанты: - Carpe - Eqo - JJoNak - Muma - SoOn | Победитель: - Squishy Номинанты: - GarrettG - JSTN - Kaydop - Kuxir - Turbopulsa - ViolentPanda |
| Любимый киберспортивный игрок (PUBG) | Любимый киберспортивный игрок (Fortnite) | Любимый киберспортивный игрок (League of Legends) |
| Победитель: - Fuzzface Номинанты: - EscA - lionkk - Pr0phie - Sambty | Победитель: - Ninja Номинанты: - Cloakzy - Poach - Tfue - Vivid | Победитель: - Faker Номинанты: - Aphromoo - Bjergsen - Doublelift - Sneaky - Svenskeren - Uzi |
| Любимый киберспортивный комментатор | Любимый дуэт киберспортивных комментаторов | Любимый стриминговый сервис |
| Победитель: - CouRage Номинанты: - Anders Blume - D1 - Froskurinn - Maven - Pansy - Rivington Bisland III - Tobiwan - Uber - Yipes                                                       | Победитель: - Monte и Doa Номинанты: - Achilios и Wolf - Artosis и Tasteless - Brandon Smith и Richard Buckley - James Bardolph и ddk - James Chen и Ultra David - Sajam и Tastey Steve - Scar и Toph | Победитель: - Twitch Номинанты: - Facebook Gaming - Mixer - YouTube Gaming |

### Другое
| Любимая игровая платформа                                                                                     | Любимое игровое мероприятие                                                                                      |
| --- | --- |
| Победитель: - ПК Номинанты: - Мобильные устройства (iOS/Android) - Nintendo Switch - PlayStation 4 - Xbox One | Победитель: - TwitchCon Номинанты: - BlizzCon - DreamHack - E3 - MineCon - Penny Arcade Expo (PAX) - SXSW Gaming |